# Сърница (община)
Община Сърница се намира в Южна България и е една от съставните общини на Област Пазарджик.

## География

### Географско положение, граници, големина
Общината е разположена в южната част на област Пазарджик. С площта си от 198,592 km2 заема 11-о място сред 12-те общините на областта, което съставлява 4,43% от територията на областта. Тя има удължена форма от северозапад на югоизток с дължина около 34 km и ширина от 6 до 8 km. Границите ѝ са следните:
- на североизток – община Велинград и община Батак;
- на югоизток – община Доспат, Област Смолян;
- на югозапад – община Сатовча и община Гърмен, Област Благоевград;
- на северозапад – община Белица, Област Благоевград.

### Природни ресурси

#### Релеф и води
Релефът на общината е високо и средно планински, като територията ѝ изцяло попада в пределите на Западните Родопи.
По цялата дължина на общината от северозапад на югоизток на протежение от около 34 km протича най-горното течение на река Доспат. Югозападно от нейната долина, по границата с община Сатовча и община Гърмен се издига крайния западен рид Дъбраш на Родопите. Неговата максимална височина връх Беслет 1937 m се издига на границата с община Гърмен, южно от село Побит камък.
На североизток от долината на река Доспат се простират централните части на дългия Велийшко-Виденишкия дял на Западните Родопи. Максималната му височина в пределите на общината достига до 1807 m.
Между двата западнородопски рида се простира дългата и тясна Доспатска котловина, през която от северозапад на югоизток протича най-горното течение на река Доспат (ляв приток на Места). На нея до град Доспат е изградена преградната стена на големия язовир Доспат, като половината от него (горната му част) попада в пределите на община Сърница. В него се намира и най-ниската част на общината – 1197,5 m н.в. (кота преливник на язовира).

## Населени места
Общината има 3 населени места с общо население 4732 жители към 7 септември 2021 г.
| Населено място | Население (2021 г.) | Площ на землището km2 | Забележка (старо име) | Населено място | Население (2021 г.) | Площ на землището km2 | Забележка (старо име)           |
| -------------- | ------------------- | --------------------- | --------------------- | -------------- | ------------------- | --------------------- | ------------------------------- |
| Медени поляни  | 671                 | 38,530                | Нова махала           | Сърница        | 3394                | 112,378               | Шабанли                         |
| Побит камък    | 667                 | 47,684                |                       | ОБЩО           | 4732                | 198,592               | няма населени места без землища |

## Административно-териториални промени
- МЗ № 2820/обн. 14.08.1934 г. – преименува м. Бозалан на м. Бозувци;

– преименува м. Бардакчии на м. Бърдуче;
– преименува м. Армутчук на м. Крушата;
– преименува м. Хорозли на м. Петелци;
– преименува м. Шабанли на м. Сърница;
- МЗ № 1966/обн. 16.11.1935 г.:: – преименува м. Бозувци на м. Орлино;
- Указ № 34/обн. 20 януари 1949 г. – отделя община Сърница заедно с включените в състава ѝ населени места от Девинска околия и я присъединява към Пазарджишка околия;
- Указ № 129/обн/ 11.04.1961 г. – признава н.м. Нова махала (от с. Бабяк) за отделно населено място – с. Медени поляни;
- Указ № 1521/обн. 24.10.1975 г. – обединява махалите Бърдуче, Крушата, Орлино, Петелци и Сърница в едно населено място – с. Сърница;
- Указ № 2294/обн. 26.12.1978 г. – признава н.м. Побит камък (от с. Сърница) за отделно населено място – с. Побит камък;
- Указ № 3005/обн. 09.10.1987 г. – закрива община Сърница и заедно с включените в състава ѝ населени места я присъединява към община Велинград;
- Реш. МС № 641/обн. 16.09.2003 г. – признава с. Сърница за гр. Сърница;
- Указ № 177/обн. 29.07.2014 г. – отделя населените места: гр. Сърница, с. Медени поляни и с. Побит камък от община Велинград и образува община Сърница с административен център гр. Сърница. Указът влиза в сила от 1 януари 2015 г[3].

## Транспорт
По цялото протежение на общината преминава участък от 26,7 km от Републикански път III-843 (от km 30 до km 56,7), част от Републиканската пътна мрежа на България.

## Топографска карта
- Лист от карта K-34-84. Мащаб: 1 : 100 000.
- Лист от карта K-35-73. Мащаб: 1 : 100 000.